# Тальгайм (Туттлінген)
Тальгайм (нім. Talheim) — громада в Німеччині, знаходиться в землі Баден-Вюртемберг. Підпорядковується адміністративному округу Фрайбург. Входить до складу району Тутлінген.
Площа — 13,10 км2. Населення становить 1246 ос. (станом на 31 грудня 2020).